# 38e cérémonie des Hong Kong Film Awards
La 38e cérémonie des Hong Kong Film Awards se déroule le 14 avril 2019.
Le film Project Gutenberg de Felix Chong remporte sept récompenses dont celles du meilleur film, du meilleur réalisateur et du  meilleur scénario. Anthony Wong Chau-sang remporte son troisième Hong Kong Film Award du meilleur acteur,.

## Meilleur film
★ Project Gutenberg de Felix Chong
- Three Husbands de Fruit Chan
- Operation Red Sea de Dante Lam
- Still Human de Oliver Siu Kuen-chan
- Man on the Dragon de Chen Yu

## Meilleur réalisateur
★ Felix Chong pour Project Gutenberg
- Fruit Chan pour Three Husbands
- Dante Lam pour Operation Red Sea
- Oliver Siu Kuen-chan pour Still Human
- Chen Yu pour Man on the Dragon

## Meilleur scénario
★ Felix Chong pour Project Gutenberg

## Meilleur acteur
★ Anthony Wong Chau-sang pour Still Human
- Francis Ng pour Man on the Dragon
- Chow Yun-fat pour Project Gutenberg
- Aaron Kwok pour Project Gutenberg
- Philip Keung pour Tracey

## Meilleure actrice
★ Chloe Maayan pour Three Husbands
- Charlene Choi pour The Lady Improper
- Jennifer Yu pour Distinction
- Crisel Consunji pour Still Human
- Zhang Jingchu pour Project Gutenberg

## Meilleur second rôle masculin
★ Ben Yuen pour Tracey

## Meilleur second rôle féminin
★ Kara Hui pour Tracey

## Meilleur espoir réalisateur
★ Oliver Siu Kuen-chan pour Still Human

## Meilleure photographie
★ Jason Kwan  pour Project Gutenberg
- Sung Fai Choi pour Détective Dee 3 : La Légende des Rois célestes

## Meilleur montage
★ Curran Pang  pour Project Gutenberg
- Tsui Hark et Lin Li pour Détective Dee 3 : La Légende des Rois célestes

## Meilleure direction artistique
- King Man Lee et Yoshihito Akatsuka  pour Détective Dee 3 : La Légende des Rois célestes

## Meilleurs décors
★ Eric Lam  pour Project Gutenberg

## Meilleurs costumes et maquillages
★ Man Lim-chung  pour Project Gutenberg
- Bruce Yu et Pik Kwan Lee pour Détective Dee 3 : La Légende des Rois célestes

## Meilleure chorégraphie d'action
★ Dante Lam pour Operation Red Sea
- Feng Lin pour Détective Dee 3 : La Légende des Rois célestes

## Meilleure musique de film
★ RubberBand pour Man on the Dragon

## Meilleure chanson originale
★ RubberBand pour Man on the Dragon

## Meilleur son
★ Nopawat Likitwong et Sarunyu Nurnsai pour Operation Red Sea
- Steve Burgess pour Détective Dee 3 : La Légende des Rois célestes

## Meilleurs effets visuels
★ Inho Lee pour Operation Red Sea
- Myung Goo Ji, Sooeung 'Chuck' Chae, Young-Soo Park et Hideaki Maegawa pour Détective Dee 3 : La Légende des Rois célestes

## Meilleur film de Chine continentale ou de Taïwan
★ Dying to Survive de Wen Muye
- Les Éternels de Jia Zhangke
- Last Letter de Shunji Iwai
- Hidden Man de Jiang Wen
- Les anges portent du blanc de Vivian Qu

## Récompenses spéciales

### Lifetime Achievement Award
- Patrick Tse

### Professional Spirit Award
- Lau Wan